# Руска јесетра
Руска јесетра (лат. Acipenser gueldenstaedtii) јесте зракоперка из породице Acipenseridae.

## Распрострањење
Ареал руске јесетре обухвата већи број држава. Врста има станиште у Русији, Румунији, Украјини, Турској, Казахстану, Ирану, Бугарској, Азербејџану, Грузији и Туркменистану.

## Станиште
Станиште врсте су слатководна подручја. Руска јесетра је присутна на подручју Црног мора и Каспијског језера.

## Угроженост
Ова врста се сматра угроженом.